# Aerofan
Aerofan – hiszpańska czarterowa linia lotnicza z siedzibą w Madrycie. Oferuje ona również szkolenia dla pilotów na maszynach i symulatorze Airbusa A320.

## Flota
Flota Aerofan składa się z następujących samolotów (stan na sierpień 2011):
- 1 Beechcraft Bonanza
- 1 Cessna 152
- 2 Cessna 172
- 1 Cessna 310